# 杰斐逊维尔 (肯塔基州)
杰斐逊维尔（英語：Jeffersonville），是美国肯塔基州的一座城市。面积约为6.5平方公里（2.5平方英里）。根据2010年美国人口普查，该市的人口为1,506人。